# Klára Killermann
Klára Killermann, später Klára Killermann-Bartos, (* 23. Juni 1929 in Tatabánya; † 16. Juli 2012) war eine ungarische Schwimmerin, die bei Europameisterschaften eine Bronzemedaille gewann.

## Sportliche Karriere
Die 1,64 Meter große Klára Killermann schwamm für Ferencváros Budapest.
Bei den Olympischen Spielen 1952 in Helsinki erreichten drei Ungarinnen das Finale über 200 Meter Brust. Es gewann Éva Székely vor Éva Novák. Drei Sekunden hinter Novák schlug die Britin Elenor Gordon vor Klára Killermann an, wobei für beide die gleiche Zeit von 2:57,6 Minuten gestoppt wurde.
In den nächsten Jahren stellte die ungarische 4-mal-100-Meter-Lagenstaffel die ersten Weltrekorde auf, nachdem die Lagenstaffel erst durch die Trennung der Stilarten Schmetterling und Brust ermöglicht worden war. Killermann war auf der Brustlage an den ersten drei Weltrekorden beteiligt, wobei der dritte Weltrekord vom August 1954 drei Sekunden besser war als der Rekord vom Juli 1953. Bei den Europameisterschaften 1954 in Turin stand die Lagenstaffel noch nicht auf dem Programm. Über 200 Meter Brust siegte die Deutsche Ursula Happe vor der Dänin Jytte Hansen. In 2:55,8 Minuten erkämpfte Killermann die Bronzemedaille.
Zwei Jahre später bei den Olympischen Spielen 1956 in Melbourne erreichte Killermann das Finale über 200 Meter Brust mit der zweitschnellsten Zeit. Im Finale schwamm Killermann 1,5 Sekunden langsamer als im Vorlauf und belegte den fünften Platz. Mit ihrer Vorlaufzeit wäre Killermann Zweite hinter Ursula Happe geworden. Éva Székely erhielt die Silbermedaille mit einer Zeit, die 0,2 Sekunden langsamer war als Killermanns Vorlaufzeit. Die Lagenstaffel stand 1956 noch nicht auf dem olympischen Programm.
Zwischen den Olympischen Spielen 1956 und 1960 heiratete Klára Killermann den Ruderer Bartos. 1960 bei den Olympischen Spielen in Rom konnte sich Klára Killermann-Bartos als 13. der Vorläufe über 200 Meter Brust nicht für das Finale qualifizieren. Bei der olympischen Premiere der Lagenstaffel belegten Magda Dávid, Klára Killermann-Bartos, Márta Egerváry und Csilla Madarász den sechsten Platz. Zwei Jahre später belegte Killermann mit der Lagenstaffel den vierten Platz bei den Europameisterschaften in Leipzig.
Klára Killermann-Bartos hatte zwei Töchter. Die ältere heiratete den Wasserball-Olympiasieger Tibor Cservenyák, deren Tochter Viktória Cservenyák heiratete den Niederländer Jaime Bernardo von Bourbon-Parma.